# Fahri Yardım
Pour les articles homonymes, voir Yardım.
Fahri Ogün Yardım, né le 7 août 1980 à Hambourg (Allemagne de l'Ouest), est un acteur allemand.

## Biographie
Fahri Yardım naît à Hambourg, en Allemagne de l'Ouest, où ses parents ont émigré de Turquie.
Il est surtout connu pour son interprétation de Hüseyin dans Almanya – Bienvenue en Allemagne et pour son rôle de l'enquêteur Yalcin Gümer dans la série télévisée policière allemande Tatort aux côtés de Til Schweiger.
En 2013, il joue un rôle secondaire dans le film d'aventure L'Oracle, qui est devenu un succès immédiat au box-office en Allemagne.

## Filmographie sélective

### Films
- 2004 : Kebab Connection : Lefty
- 2007 : Keinohrhasen : Mucki
- 2008 : Chiko (en)  : Curly
- 2009 : Force d'attraction
- 2009 : 66/67 – Fairplay war gestern (de) : Tamer
- 2011 : Almanya - Bienvenue en Allemagne : Hüseyin jeune
- 2011 : Coq au vin (Kokowääh) : livreur de pizza
- 2012 : Wer's glaubt, wird selig (de) : Paolo Barsotti / Vincenzo Barsotti
- 2012 : Mann tut was Mann kann : Bronko Steiner
- 2013 : L'Oracle (The Physician) : Davout Hossein
- 2014 :  Therapy Crashers : Daniel Lukas
- 2014 : Alles ist Liebe (de) : Kerem
- 2015 : Halbe Brüder (de) : Yasin
- 2018 : L'Inciseur : Ender Müller
- 2025 : Exquis (Delicious) : John[note 1],[2]

### Séries télévisées
- 2013 : Tatort: Willkommen in Hamburg : Yalcin Gümer
- 2018 : Dogs of Berlin : Erol Birkan

## Récompenses et distinctions
- Fahri Yardım : Récompenses, sur l'Internet Movie Database